# 前黄站
前黄站是位于江苏省常州市前黄镇的一个铁路车站。车站建于2005年，有新长铁路经过该站，是该铁路设在常州市的唯一一站。现仅办理货运业务，不办理客运业务，车站及其上下行区间未电气化。车站隶属上海铁路局管理，是四等站。为配合沪宁沿江高铁的开通运营，本站将在该高铁线路开通前由“武进站”更名为“前黄站”。